# Cnemidophorus lineattissimus
Cnemidophorus lineattissimus är en ödleart som beskrevs av  Cope 1878. Cnemidophorus lineattissimus ingår i släktet Cnemidophorus och familjen tejuödlor. IUCN kategoriserar arten globalt som livskraftig.

## Underarter
Arten delas in i följande underarter:
- C. l. duodecemlineatus
- C. l. exoristus
- C. l. lineattissimus
- C. l. lividis